# Дорогая, это Индия
«Дорогая, это Индия!» (хинди प्रिय ओह! ये हैं भारत!, Oh darling! Yeh hai India!) — индийский музыкальный фильм-пародия, снятый режиссёром Кетаном Мехтой и вышедший в прокат 11 августа 1995 года. Главные роли исполнили Шахрух Хан, Дипа Сахи, Джавед Джаффри и Амриш Пури.
Фильм был высоко оценён критиками, однако провалился в прокате.

## Сюжет
Дон хочет продать Индию на аукционе. Его план прост: устроить панику в городе, похитить президента, заменить его двойником, и заставить продать страну.
Герой, новенький в Мумбаи, встречает Мисс Индию. Они решают провести ночь вместе, развлекая друг друга различными способами: шутить, петь, танцевать и т.д.
Тем временем, Дон младший положил глаз на Мисс Индию, которая всё время отвергает его. Эта ночь становится приключенческой для главных героев. Герой узнаёт, что отец Мисс Индии пьяница, заставляющий её заниматься проституцией, в то время как Мисс Индия узнаёт, что у Героя опухоль мозга. Когда им становятся известны планы Дона, они решают спасти президента и страну.
Дон погибает и его сын занимает трон. Дон младший решает продолжить дело отца. Люди, спасённые Героем и Мисс Индией, убивают липового президента. Принц неожиданно врывается в зал со своими людьми. Герой, Мисс Индия и их друзья побеждают врагов, в то время как Герой убивает Дона младшего.
В финальной сцене Герой и Мисс Индия прыгают с парашютом. Он говорит, что рад остаться в живых. Она напоминает ему об опухоли мозга. Герой говорит, что этот рентгеновский снимок был сделан несколько лет назад.

## В ролях
- Шахрух Хан — Герой
- Дипа Сахи — Мисс Индия
- Амриш Пури — Дон
- Джавед Джаффри — Дон-младший
- Анупам Кхер — президент Индии / Натхурам
- Прашант Нараянан -Сумер
- Кадер Хан — 1-й покупатель
- Пареш Равал — 2-й покупатель

## Музыка
| №  | Оригинальное название      | Исполнитель(ница)                                     | Время |
| -- | -------------------------- | ----------------------------------------------------- | ----- |
| 1  | «Tujh Pe Marta Hoon»       | Ранджит Барот, Алиша Чинай                            | 2:58  |
| 2  | «Par Mila»                 | Шанкар Махадеван                                      | 4:00  |
| 3  | «Aaja Aaja»                | Хема Сардесаи, Антара Чаудхари, Нусрат Фатех Али Кхан | 2:39  |
| 4  | «Raat Hai Qayamat»         | Шветта Шетти                                          | 3:24  |
| 5  | «Khullam Khulla»           | Шанкар Махадеван, Хема Сардесаи                       | 3:38  |
| 6  | «Choo Le Ne De»            | Шанкар Махадеван, Хема Сардесаи                       | 5:24  |
| 7  | «Oh Darling Yeh Hai India» | Шанкар Махадеван, Хема Сардесаи, Рагхувир Ядав        | 8:36  |
| 8  | «Main Hoon Kaun»           | Винод Радход                                          | 3:30  |
| 9  | «Public Ko Hasao»          | Шанкар Махадеван, Судеш Бхосле                        | 3:57  |
| 10 | «Baap Re Baap»             | Джавед Джаффри, Шанкар Махадеван                      | 5:27  |
| 11 | «Pyar Bechti Hoon»         | Хема Сардесаи                                         | 4:12  |